# Grand Prix automobile de Rosario
Le Grand Prix automobile de Rosario, également connu sous le nom de Copa Acción de San Lorenzo, est une course automobile créée en 1947 et disparue en 1950. 
Elle se déroulait dans le parc de l'indépendance à Rosario.

## Palmarès
| Année | Vainqueur           | Voiture       | Circuit | Résultats |
| ----- | ------------------- | ------------- | ------- | --------- |
| 1947  | Achille Varzi       | Alfa Romeo    | Rosario | Résultats |
| 1948  | Jean-Pierre Wimille | Simca-Gordini | Rosario | Résultats |
| 1949  | Giuseppe Farina     | Ferrari       | Rosario | Résultats |
| 1950  | Luigi Villoresi     | Ferrari       | Rosario | Résultats |